# 파키스탄 인민당
파키스탄 인민당(우루두어:پاکستان پیپلز پارٹی,영어: Pakistan People's Party, 약칭 PPP)은 파키스탄의 중도좌파 성향의 사회민주주의 정당이다. 당 대표는 빌라왈 부토 자르다리이다.

## 개요
1967년 11월 30일 줄피카르 알리 부토를 중심으로 설립. 이후 베나지르 부토가 당수가 됐다. 2013년 총선에서 야당으로 전락했다.

## 같이 보기
- 줄피카르 알리 부토
- 이슬람 민주주의 정당 목록

1. ↑  http://www.thenews.com.pk/amp/628433-the-social-democratic-model
2. ↑  Ahmed, Samina (2005). 〈Reviving State Legitimacy in Pakistan〉. 《Making States Work: State Failure and the Crisis of Governance》. United Nations University Press. 163쪽.
3. ↑  Ahmed, Samina (2005). 〈Reviving State Legitimacy in Pakistan〉. 《Making States Work: State Failure and the Crisis of Governance》. United Nations University Press. 163쪽.